# إذاعة السعودية
الإذاعة السعودية، تعدّ الإذاعة السعودية من أهم الإذاعات الخليجية، وانطلق بثها في مدينة جدة مساء الأحد 9 ذي الحجة 1368هـ/ 1 أكتوبر 1949م في عهد الملك عبد العزيز آل سعود. وكان الملك عبد العزيز قد أصدر مرسومًا ملكيًا، يوم الثلاثاء 23 رمضان 1368هـ/ 19 يوليو 1949، وضع فيه الإطار العام للإذاعة. وعلى مدى عقود انطلقت العديد من الإذاعات من مختلف مناطق المملكة العربية السعودية، وأصبحت الإذاعة السعودية أكثر تفوقا بعد تزايد المحطات. ومن أشهر المحطات في السعودية: إذاعة الرياض، وإذاعة القرآن الكريم، وإذاعة إم بي سي إف إم.

## تاريخ الإذاعة السعودية
| التاريخ                            | الحدث | المصدر |
| ---------------------------------- | --- | ------ |
| 1 مايو 1949م                       | جرى في مقر السفارة السعودية بالقاهرة توقيع اتفاق بين السعودية وبين شركة "International Standard ELECTRIC Corporation" على إنشاء محطة جدة وإقامة استوديوهات في مكة المكرمة. |        |
| 19 يوليو 1949م                     | أصدر الملك عبد العزيز مرسوماً ملكياً بوضع الإطار العام للإذاعة السعودية. |        |
| 1 أكتوبر 1949م                     | انطلاق بث الإذاعة من جدة لأول مرة. |        |
| 1 ذي الحجة 1369هـ/ 13 سبتمبر 1950م | بدأ البث التجريبي باللغتين: الأندونيسية والأردية |        |
| 11 مايو 1963م                      | انطلقت إذاعة نداء الإسلام من مكة المكرمة تحت اسم "إذاعة صوت الإسلام". |        |
| 1 يناير 1965م                      | بدأ البث باللغة الإنجليزية. |        |
| 3 يناير 1965م                      | بدأ البث الفعلي للبرنامج العام من إذاعة الرياض. |        |
| 23 أغسطس 1965م                     | بدأ بث البرنامج العام مستقلًا من إذاعة الرياض والبرنامج الثاني من إذاعة جدة.                                                                                                |        |
| سبتمبر 1969م                       | بدأ إرسال البرنامج الفرنسي. |        |
| 18 أكتوبر 1982م                    | بدأ إرسال البرنامج الثاني للمرة الأولى. |        |
| 18 أكتوبر 1982م                    | بدأ الإرسال الموحد للبرنامج الأوروبي بقسميه الإنجليزي والفرنسي من إذاعة الرياض.                                                                                            |        |
| 16 مارس 1972م                      | بدأ إرسال إذاعة القرآن الكريم. | [ 1 ]  |
| يناير 2010م                        | بدأت وزارة الإعلام بمنح العديد من الإذاعات الخاصة رخصًا للبث، ومنحت تحالف «ألف ألف» أول رخصة إذاعة إف إم للقطاع الخاص في السعودية.                                          | [ 2 ]  |

## أشهر المحطات الإذاعية في السعودية

### إذاعات AM
| الإذاعة                      | التاريخ |
| ---------------------------- | ------- |
| إذاعة القرآن الكريم          |         |
| إذاعة الرياض                 |         |
| إذاعة جدة                    |         |
| اذاعة البرنامج العام والثاني |         |
| إذاعة نداء الإسلام           |         |
| اذاعة البرنامج الأوربي       |         |

### إذاعات FM
| الإذاعة        | التاريخ                                                                       |
| -------------- | ----------------------------------------------------------------------------- |
| إم بي سي إف إم | انطلقت عام 1994م.                                                             |
| بانوراما FM    | انطلقت عام 2005م.                                                             |
| مكس FM         | انطلقت عام 2010م.                                                             |
| U FM           | بدأ بثها في 4 أكتوبر 2010م.                                                   |
| روتانا FM      | انطلقت عام 2010م.                                                             |
| الف الف FM     |                                                                               |
| العربية FM     | انطلقت في مارس 2023م تزامناً مع احتفال قناة العربية بالذكرى العشرين لانطلاقها. |
| إذاعة العلا FM | أطلقتها الهيئة الملكية لمحافظة العُلا في 1 نوفبمبر 2023م.                      |
| إذاعة خزامى    | أطلقتها هيئة الإذاعة التلفزيون في 1 شوال 1445هـ - 10 أبريل 2024م.             |

### إذاعات سعودية أخرى
| الإذاعة               | التاريخ                                                                                                |
| --------------------- | --- |
| إذاعة أرامكو السعودية | إذاعة تابعة لشركة أرامكو انطلق بثها الأرضي عام 1957م، وفي عام 1970م تحول بث الإذاعة إلى موجات الإف إم. |
| إذاعة طامي            | إذاعة أهلية في المنطقة الوسطى في السعودية، بدأت بثها من العاصمة الرياض عام 1961م.                      |

## البرنامج الرياضي الإذاعي
أُسندت مسؤولية إعدد وتقديم البرنامج الرياضي في إذاعة جدة إلى المذيع أحمد عبد الحميد، ثم أُحيل البرنامج إلى المذيع حسين بوقس الذي ضمن فقراته بالمباريات وتلاوة الأخبار المحلية والعالمية وبعض المقابلات، وكانت إمكانياته التقنية ضعيفة إلى أن أُسندت مسؤولية البرنامج إلى بكر يونس في عام 1375هـ/1955م الذي أدخل عليه المزيد من الصور الصوتية المتحركة، وكان يحضر إلى المباريات بنفسه ويسجلها ثم يذيعها في اليوم التالي مما ساهم في نهضة مجال إذاعة المباريات الحية من الإذاعة، ولما صدر قرار اعتماد بكر يونس مذيعاً منتدباً في الديوان الملكي أُحيل البرنامج إلى بدر كريم الذي قسم البرنامج إلى شقين الإعداد والتقديم، وأسند الإعداد إلى زاهد قدسي، وأكتفى بتقديم البرامج، مما أسهم في رفع البرنامج إلى المستوى الجيد في عام 1386هـ/1956م وتحول من الإعداد التقليدي إلى طريقة إعداد المجلات الإذاعية.

## رواد الإذاعة السعودية
- عبد الله علي الزامل (إعداد البرامج الإذاعية الشعبية).[10]
- أمين الرويحي.[11]
- بدر كريم.

## انظر ايضاً
- جدة

## روابط خارجية
- الإذاعة السعودية.. رحلة إبداع أثبتت قوة الإعلام السعودي وقدرته على المنافسة.